# Chevillon-sur-Huillard
Chevillon-sur-Huillard là một xã trong tỉnh Loiret, vùng Centre-Val de Loire bắc trung bộ nước Pháp. Xã này nằm ở khu vực có độ cao từ 86-106 mét trên mực nước biển.